# The Chi/Episodenliste
Diese Episodenliste enthält alle Episoden der US-amerikanischen Dramaserie The Chi, sortiert nach der US-amerikanischen Erstausstrahlung. Die Fernsehserie umfasst derzeit sieben Staffeln mit 78 Episoden.

## Übersicht
| Staffel | Episodenanzahl | Erstausstrahlung USA | Erstausstrahlung USA | Deutschsprachige Erstveröffentlichung | Deutschsprachige Erstveröffentlichung |              |
| Staffel | Episodenanzahl | Premiere             | Finale               | Premiere                              | Finale                                |              |
| ------- | -------------- | -------------------- | -------------------- | ------------------------------------- | ------------------------------------- | ------------ |
| 1       | 10             | 7. Januar 2018       | 18. März 2018        | 25. Mai 2022                          | 25. Mai 2022                          | 25. Mai 2022 |
| 2       | 10             | 7. April 2019        | 16. Juni 2019        | 25. Mai 2022                          | 25. Mai 2022                          | 25. Mai 2022 |
| 3       | 10             | 21. Juni 2020        | 23. August 2020      | 25. Mai 2022                          | 25. Mai 2022                          | 25. Mai 2022 |
| 4       | 10             | 23. Mai 2021         | 1. August 2021       | 27. März 2024                         | 27. März 2024                         |              |
| 5       | 10             | 26. Juni 2022        | 4. September 2022    | 27. März 2024                         | 27. März 2024                         |              |
| 6       | 16             | 6. August 2023       | 30. Juni 2024        | Nicht veröffentlicht                  | Nicht veröffentlicht                  |              |
| 7       | 12             | 16. Mai 2025         | 3. August 2025       | Nicht veröffentlicht                  | Nicht veröffentlicht                  |              |

## Staffel 1
Die Erstausstrahlung der ersten Staffel war vom 7. Januar 2018 bis zum 18. März 2018 auf dem US-Kabelsender Showtime zu sehen. Die deutschsprachige Erstveröffentlichung fand am 25. Mai 2022 auf Disney+ statt.
| Nr. (ges.) | Nr. (St.) | Deutscher Titel            | Originaltitel         | Erstausstrahlung (USA)       | Deutschsprachige Erstveröffentlichung (D/A/CH) | Regie           | Drehbuch                                 |
| ---------- | --------- | -------------------------- | --------------------- | ---------------------------- | ---------------------------------------------- | --------------- | ---------------------------------------- |
| 1          | 1         | Pilot                      | Pilot                 | 15. Dez. 2017 A 7. Jan. 2018 | 25. Mai 2022                                   | Rick Famuyiwa   | Lena Waithe                              |
| 2          | 2         | In Lee                     | Alee                  | 7. Jan. 2018 A 14. Jan. 2018 | 25. Mai 2022                                   | David Rodriguez | Lena Waithe & Elwood Reid                |
| 3          | 3         | Geister                    | Ghosts                | 21. Jan. 2018                | 25. Mai 2022                                   | David Rodriguez | Adam Glass & Ayanna Floyd Davis          |
| 4          | 4         | Zittergras                 | Quaking Grass         | 28. Jan. 2018                | 25. Mai 2022                                   | Tanya Hamilton  | Elwood Reid, Mike Flynn & Justin Hillian |
| 5          | 5         | Heute war ein guter Tag    | Today Was a Good Day  | 11. Feb. 2018                | 25. Mai 2022                                   | Darren Grant    | Marcus Gardley                           |
| 6          | 6         | Ein Betrug wird aufgedeckt | Penetrate a Fraud     | 18. Feb. 2018                | 25. Mai 2022                                   | Roxann Dawson   | Casallina Kisakye                        |
| 7          | 7         | Der Pfiff                  | The Whistle           | 25. Feb. 2018                | 25. Mai 2022                                   | David Rodriguez | Lena Waithe & Dime Davis                 |
| 8          | 8         | Brieftaschen               | Wallets               | 4. März 2018                 | 25. Mai 2022                                   | Wallets         | Adam Glass & Marcus Gardley              |
| 9          | 9         | Namaste, Wichser           | Namaste Muthafucka    | 11. März 2018                | 25. Mai 2022                                   | Zetna Fuentes   | Adam Glass & Sylvia L. Jones             |
| 10         | 10        | Immer mit der Ruhe         | Ease on Down the Road | 18. März 2018                | 25. Mai 2022                                   | Justin Tipping  | Elwood Reid                              |

## Staffel 2
Die Erstausstrahlung der zweiten Staffel war vom 7. April 2019 bis zum 16. Juni 2019 auf dem US-Kabelsender Showtime zu sehen. Die deutschsprachige Erstveröffentlichung fand am 25. Mai 2022 auf Disney+ statt.
| Nr. (ges.) | Nr. (St.) | Deutscher Titel                             | Originaltitel                          | Erstausstrahlung (USA)      | Deutschsprachige Erstveröffentlichung (D/A/CH) | Regie                      | Drehbuch                           |
| ---------- | --------- | ------------------------------------------- | -------------------------------------- | --------------------------- | ---------------------------------------------- | -------------------------- | ---------------------------------- |
| 11         | 1         | Eruptionen                                  | Eruptions                              | 4. Apr. 2019 A 7. Apr. 2019 | 25. Mai 2022                                   | Jet Wilkinson              | Lena Waithe & Ayanna Floyd Davis   |
| 12         | 2         | Ich strample mich jeden Tag ab              | Every Day I'm Hustlin                  | 14. Apr. 2019               | 25. Mai 2022                                   | Darren Grant               | Joe Wilson                         |
| 13         | 3         | Überfällig                                  | Past Due                               | 21. Apr. 2019               | 25. Mai 2022                                   | Justin Tipping             | J. David Shanks                    |
| 14         | 4         | Showdown                                    | Showdown                               | 28. Apr. 2019               | 25. Mai 2022                                   | Carl Seaton                | Casallina Kisakye                  |
| 15         | 5         | Es wird heiß                                | Feeling the Heat                       | 5. Mai 2019                 | 25. Mai 2022                                   | Jet Wilkinson              | Ayanna Floyd Davis & Joe Wilson    |
| 16         | 6         | Mit einem Vorteil                           | A Leg Up                               | 12. Mai 2019                | 25. Mai 2022                                   | Cheryl Dunye               | Justin Hillian & Dime Davis        |
| 17         | 7         | Verschlossene Augen                         | A Blind Eye                            | 26. Mai 2019                | 25. Mai 2022                                   | Rebecca Rodriguez          | Cinque Henderson & J. David Shanks |
| 18         | 8         | Häng dich rein                              | Lean Into It                           | 2. Juni 2019                | 25. Mai 2022                                   | Salli Richardson-Whitfield | Terri Kopp                         |
| 19         | 9         | Schuld, virale Videos und versohlte Hintern | Guilt, Viral Videos, and Ass Whuppings | 9. Juni 2019                | 25. Mai 2022                                   | Tanya Hamilton             | Joe Wilson                         |
| 20         | 10        | Der Skorpion und der Frosch                 | The Scorpion and the Frog              | 16. Juni 2019               | 25. Mai 2022                                   | Jet Wilkinson              | Ayanna Floyd Davis                 |

## Staffel 3
Die Erstausstrahlung der dritten Staffel war vom 21. Juni 2020 bis zum 23. August 2020 auf dem US-Kabelsender Showtime zu sehen. Die deutschsprachige Erstveröffentlichung fand am 25. Mai 2022 auf Disney+ statt.
| Nr. (ges.) | Nr. (St.) | Deutscher Titel         | Originaltitel        | Erstausstrahlung (USA) | Deutschsprachige Erstveröffentlichung (D/A/CH) | Regie                  | Drehbuch                         |
| ---------- | --------- | ----------------------- | -------------------- | ---------------------- | ---------------------------------------------- | ---------------------- | -------------------------------- |
| 21         | 1         | Familienangelegenheiten | Foe 'Nem             | 21. Juni 2020          | 25. Mai 2022                                   | Jet Wilkinson          | Lena Waithe & Justin Hillian     |
| 22         | 2         | Gone, Baby, gone        | Brewfurd             | 28. Juni 2020          | 25. Mai 2022                                   | Rashaad Ernesto Green  | Marcus Gardley                   |
| 23         | 3         | Der Schein trügt        | Buss Down            | 5. Juli 2020           | 25. Mai 2022                                   | Gandja Monteiro        | Lolis Eric Elie                  |
| 24         | 4         | Gangway                 | Gangway              | 12. Juli 2020          | 25. Mai 2022                                   | Jet Wilkinson          | T.J. Brady & Rasheed Newson      |
| 25         | 5         | Stadt der Schrecken     | Terror Town          | 19. Juli 2020          | 25. Mai 2022                                   | Jet Wilkinson          | Ricardo Gamboa & Nambi E. Kelley |
| 26         | 6         | Woo Woo Woo             | Woo Woo Woo          | 26. Juli 2020          | 25. Mai 2022                                   | Darren Grant           | Jewel McPherson                  |
| 27         | 7         | Retter                  | A Stain              | 2. Aug. 2020           | 25. Mai 2022                                   | Sam Bailey             | Marcus Gardley & Jade Branion    |
| 28         | 8         | Von hier an             | Frunchroom           | 9. Aug. 2020           | 25. Mai 2022                                   | Jet Wilkinson          | Justin Hillian                   |
| 29         | 9         | Unbewaffnet             | Lackin               | 16. Aug. 2020          | 25. Mai 2022                                   | Alonso Alvarez Barreda | T.J. Brady & Rasheed Newson      |
| 30         | 10        | Paarbildung             | A Couple, Two, Three | 23. Aug. 2020          | 25. Mai 2022                                   | Rebecca Rodriguez      | Justin Hillian & Jewel McPherson |

## Staffel 4
Die Erstausstrahlung der vierten Staffel war vom 23. Mai 2021 bis zum 1. August 2021 auf dem US-Kabelsender Showtime zu sehen.
| Nr. (ges.) | Nr. (St.) | Deutscher Titel          | Originaltitel                 | Erstausstrahlung (USA)      | Deutschsprachige Erstveröffentlichung (D/A/CH) | Regie               | Drehbuch                            |
| ---------- | --------- | ------------------------ | ----------------------------- | --------------------------- | ---------------------------------------------- | ------------------- | ----------------------------------- |
| 31         | 1         | Futter für die Seele     | Soul Food                     | 21. Mai 2021 A 23. Mai 2021 | —                                              | Gandja Monteiro     | Lena Waithe & Justin Hillian        |
| 32         | 2         | Zurück in die Siebziger  | Cooley High                   | 30. Mai 2021                | —                                              | Gandja Monteiro     | Jewel Coronel                       |
| 33         | 3         | Sohn dieses Landes       | Native Son                    | 6. Juni 2021                | —                                              | Samir Rehem         | Patrik-Ian Polk                     |
| 34         | 4         | Das Mädchen aus Chicago  | The Girl From Chicago         | 13. Juni 2021               | —                                              | Samir Rehem         | Resheida Brady                      |
| 35         | 5         | Der Kreis schließt sich  | The Spook Who Sat By The Door | 20. Juni 2021               | —                                              | Gandja Monteiro     | Ricardo Gamboa                      |
| 36         | 6         | Schuss in der Dunkelheit | Candyman                      | 27. Juni 2021               | —                                              | Nancy C. Mejía      | James Rogers III                    |
| 37         | 7         | Schwarzer Messias        | ...Black Messiah              | 11. Juli 2021               | —                                              | Kimi Howl Lee       | Jewel Coronel & Kristiana Rae Colón |
| 38         | 8         | Das ist Liebe, Baby      | Love Jones                    | 18. Juli 2021               | —                                              | Katrelle N. Kindred | Justin Hillian & Resheida Brady     |
| 39         | 9         | Wenn zwei sich finden    | Southside With You            | 25. Juli 2021               | —                                              | Nancy C. Mejía      | Jewel Coronel & Deonte' Staats      |
| 40         | 10        | Eine Rosine in der Sonne | A Raisin in the Sun           | 1. Aug. 2021                | —                                              | Gandja Monteiro     | Justin Hillian                      |

## Staffel 5
Die Erstausstrahlung der fünften Staffel war vom 26. Juni 2022 bis zum 4. September 2022 auf dem US-Kabelsender Showtime zu sehen.
| Nr. (ges.) | Nr. (St.) | Deutscher Titel | Originaltitel                         | Erstausstrahlung (USA)        | Deutschsprachige Erstveröffentlichung (D/A/CH) | Regie                                        | Drehbuch                      |
| ---------- | --------- | --------------- | ------------------------------------- | ----------------------------- | ---------------------------------------------- | -------------------------------------------- | ----------------------------- |
| 41         | 1         | —               | Overnight Celebrity                   | 24. Jun. 2022 A 26. Jun. 2022 | —                                              | Nancy C. Mejía                               | Lena Waithe & Justin Hillian  |
| 42         | 2         | —               | Oh Girl                               | 3. Juli 2022                  | —                                              | Katrelle N. Kindred                          | Jewel Coronel                 |
| 43         | 3         | —               | This Christmas                        | 10. Juli 2022                 | —                                              | Katrelle N. Kindred                          | Resheida Brady                |
| 44         | 4         | —               | On Me                                 | 17. Juli 2022                 | —                                              | Deondray Gossfield & Quincy LeNear Gossfield | Kristiana Rae Colón           |
| 45         | 5         | —               | We Don't Have To Take Our Clothes Off | 24. Juli 2022                 | —                                              | Boma Iluma                                   | Ricardo Gamboa                |
| 46         | 6         | —               | Bring It On Home To Me                | 31. Juli 2022                 | —                                              | Cierra 'Shooter' Glaudé                      | Shaye Ogbonna                 |
| 47         | 7         | —               | Angels                                | 7. Aug. 2022                  | —                                              | Cierra 'Shooter' Glaudé                      | Mia Brumfield & Jewel Coronel |
| 48         | 8         | —               | Sweet Thing                           | 14. Aug. 2022                 | —                                              | Nancy C. Mejía                               | Resheida Brady                |
| 49         | 9         | —               | I'm Looking For A New Thing           | 28. Aug. 2022                 | —                                              | Marvin Lemus                                 | Ricardo Gamboa                |
| 50         | 10        | —               | I Am The Blues                        | 4. Sep. 2022                  | —                                              | Nancy C. Mejía                               | Jewel Coronel                 |

## Staffel 6
Die Serie wurde im August 2022 von Showtime um eine sechste Staffel verlängert.
| Nr. (ges.) | Nr. (St.) | Deutscher Titel | Originaltitel           | Erstausstrahlung (USA) | Deutschsprachige Erstveröffentlichung (D/A/CH) | Regie                                        | Drehbuch                               |
| ---------- | --------- | --------------- | ----------------------- | ---------------------- | ---------------------------------------------- | -------------------------------------------- | -------------------------------------- |
| 51         | 1         | —               | New Chi City            | 6. Aug. 2023           | —                                              | Nancy C. Mejía                               | Lena Waithe & Justin Hillian           |
| 52         | 2         | —               | Mo' Douda, Mo' Problems | 13. Aug. 2023          | —                                              | Johnson Cheng                                | Jewel Coronel                          |
| 53         | 3         | —               | House Party             | 20. Aug. 2023          | —                                              | Rashaad Ernesto Gree                         | Resheida Brady & Mia A. Brumfield      |
| 54         | 4         | —               | ReUp                    | 27. Aug. 2023          | —                                              | Anthony Shim                                 | Kristiana Rae Colón                    |
| 55         | 5         | —               | One of Them Nights      | 3. Sep. 2023           | —                                              | Johnson Cheng                                | Racquel Baker                          |
| 56         | 6         | —               | Boyz II Men             | 10. Sep. 2023          | —                                              | Shanrica Evans                               | Whitney Beckwith & Jewel Coronel       |
| 57         | 7         | —               | Long Live               | 17. Sep. 2023          | —                                              | Boma Iluma                                   | Mia A. Brumfield & Kristiana Rae Colon |
| 58         | 8         | —               | Who Shot Ya?            | 24. Sep. 2023          | —                                              | Rashaad Ernesto Green                        | Resheida Brady                         |
| 59         | 9         | —               | The Aftermath           | 12. Mai 2024           | —                                              | Boma Iluma                                   | Lena Waithe & Justin Hillian           |
| 60         | 10        | —               | Want This Smoke         | 19. Mai 2024           | —                                              | Stacy Pascal Gaspard                         | Jewel Coronel                          |
| 61         | 11        | —               | Saints & Sinners        | 26. Mai 2024           | —                                              | Malakai                                      | Racquel Baker, Mia A. Brumfield        |
| 62         | 12        | —               | City of Gold            | 2. Juni 2024           | —                                              | Deondray Goosfield & Quincy LeNear Gossfield | Kristiana Rae Colon                    |
| 63         | 13        | —               | Legacy                  | 9. Juni 2024           | —                                              | Malakai                                      | Whitney Beckwith & Jewel Coronel       |
| 64         | 14        | —               | Smoke & Mirrors         | 16. Juni 2024          | —                                              | Deondray Goosfield & Quincy LeNear Gossfield | Racquel Callahan                       |
| 65         | 15        | —               | Tower of Terror         | 23. Juni 2024          | —                                              | Justin Hillian                               | Mia A. Brumfield & Jewel Coronel       |
| 66         | 16        | —               | Thanksgiving            | 30. Juni 2024          | —                                              | Deondray Goosfield & Quincy LeNear Gossfield | Resheida Brady                         |